# 679

679(육백칠십구)는 678보다 크고 680보다 작은 자연수다.

## 수학
- 합성수로, 그 약수는 1, 7, 97, 679다. 진약수의 합은 105이므로, 679는 부족수다.
- {\displaystyle 679=223+227+229}
  - 연속하는 세 소수(素數)의 합으로 나타낼 수 있으며, 이 성질을 지닌 앞의 수는 661, 다음 수는 689다.
- {\displaystyle 679=59+61+67+71+73+79+83+89+97}
  - 연속하는 소수(素數) 9개의 합으로 나타낼 수 있으며, 이 성질을 지닌 앞의 수는 635, 다음 수는 721이다.
- {\displaystyle 679=8^{2}+9^{2}+10^{2}+11^{2}+12^{2}+13^{2}}
  - 연속하는 자연수 6개의 제곱합으로 나타낼 수 있으며, 이 성질을 지닌 앞의 수는 559, 다음 수는 811이다.
- {\displaystyle 22^{4}-1}은 679로 나누어떨어진다.

## 과학
- NGC 679(영어판): 안드로메다자리 방향에 있는 은하.
- 679 팍스(영어판): 소행성.

## 군사
- U-679(영어판): 제2차 세계 대전에 사용된 나치 독일의 군용 잠수함.

## 문화유산
- 대한민국의 보물 제679호: 김천 광덕리 석조보살입상

## 작품
- 〈679 (노래)(영어판)〉: 페티 왑의 2번째 싱글. (2015년 6월 29일 출시)

## 기타
- 연도: 679년, 기원전 679년
- 679 아티스츠(영어판): 워너 뮤직 그룹 산하 레코드 레이블.